# Parti populaire du Kamerun
Le Parti populaire du Kamerun (PPK, Kamerun People's Party, KPP) était un parti politique du Cameroun britannique.

## Histoire
Le PPK naît d'une scission du Congrès national du Kamerun (KNC), lorsqu'une faction dirigée par Nerius Mbile, Paul Monyonge Kale et Motomby-Woleta s'oppose à la décision du dirigeant du KNC, Emmanuel Mbela Lifafe Endeley, de demander l'autonomie au Conseil national du Nigeria et du Cameroun (CNNC).
Le KPP obtient 20 % des voix aux élections législatives de 1957, remportant deux des 13 sièges. Les élections de 1959 voient le KPP se présenter dans une alliance avec le Congrès national du Kamerun (KNC). L'alliance obtient 37 % des voix, remportant 12 des 26 sièges, dont quatre pour le KPP, mais c'est le KNDP qui remporte les élections avec 14 sièges.
Le KPP et le KNC fusionnent en 1960 pour former la Convention nationale du peuple camerounais.